# Manuel Francisco da Silva
Manuel Francisco da Silva (São Marcos da Serra, ? - 5 de Janeiro de 2015), foi um político e militar português.

## Biografia

### Primeiros anos
Manuel Francisco da Silva nasceu em São Marcos da Serra, no concelho de Silves. Na Década de 1940, deslocou-se para Faro para estudar, tendo frequentado os colégios Pedro Nunes e Algarve.

### Carreira política e militar
Candidatou-se à presidência da Câmara Municipal de Faro em Dezembro de 1982. As eleições tiveram lugar em 12 de Dezembro, tendo Manuel Francisco da Silva sido eleito como independente, pela Aliança Democrática. sucedendo a José Marciano Nobre, embora tenha ocupado aquela posição apenas durante o ano de 1983, tendo-se demitido em 26 de Setembro desse ano. Segundo um comunicado, pediu a demissão devido à falta de apoio da Aliança Democrática, declarações que foram criticadas pela delegação de Faro do Partido Socialista, que também apontou falhas na gestão camarária, especialmente em relação a problemas no abastecimento de água a Montenegro, um dos principais motivos pela demissão de Manuel Francisco da Silva. Com efeito, a posição da Aliança Democrática em Faro já se encontrava bastante deteriorada desde os anos anteriores, devido a graves problemas verificados durante o mandato de José Marciano Nobre, que por esse motivo não se recandidatou. Segundo a imprensa regional, a escolha de Manuel Francisco da Silva foi bastante arriscada, devido à fragilidade da Aliança Democrática na cidade. A sua demissão inseriu-se num quadro de conflitos políticos no Algarve, que reflectiram a situação económica e política nacional, e que envolveram os principais partidos. O Centro Democrático Social acusou o bloco central, formado pelo Partido Socialista e pelo Partido Social Democrata, de ter levado à demissão de Manuel Francisco da Silva através de «movimentações». Por seu turno, a Aliança Povo Unido culpou a demissão pela falta de apoio, tanto por parte da Aliança Democrática e do Partido Social Democrata, como do bloco central. Segundo a Aliança Povo Unido, apesar do executivo municipal eleito em Dezembro de 1982 ter condições para funcionar, não o conseguiu fazer de forma eficaz devido a um boicote da Aliança Democrática e do bloco central. Outro importante motivo foi a deterioração financeira da autarquia, que já vinha do mandato anterior, e que piorou com a rejeição da Lei das Finanças Locais.
Apesar de ter sido muito curto, o seu mandato teve um impacto significativo em Faro, tendo-se destacado principalmente pela manutenção política verificada na cidade, num distrito que ficou principalmente dominado pelos partidos Socialista e Comunista. Com efeito, apenas em Faro e em Albufeira é que a Aliança Democrática venceu as eleições, tendo a maior parte dos municípios escolhido o partidos Socialista e Social Democrata.  Foi sucedido por João Negrão Belo, cujo mandato iniciou-se em 29 de Setembro do mesmo ano.
Também enveredou pela carreira militar, onde esteve durante várias décadas, tanto em Portugal como nas antigas colónias. Teve uma carreira distinta, tendo sido por várias vezes homenageado. Em 1962, foi um dos militares condecorados por heroísmo em Angola, possuindo nessa altura a categoria de capitão de infantaria. Alcançou a patente de coronel de infantaria. Durante alguns anos, liderou o Comando Distrital de Faro da Polícia de Segurança Pública, tendo-se destacado pela sua conduta em períodos mais complicados daquela força, e por ter empreendido um sistema inovador de reuniões periódicas com a imprensa, de forma a melhorar as comunicações entre os dois órgãos, sistema que foi depois desenvolvimento e praticado de forma mais ampla, com o nome de policiamento de proximidade.

### Falecimento e homenagens
Manuel Francisco da Silva faleceu em 5 de Janeiro de 2015, aos 81 anos de idade. A missa de corpo presente foi realizada na Igreja de São Luís, em Faro, e funeral teve lugar no dia seguinte, em Boliqueime. Na sequência do seu falecimento, foi homenageado pela delegação de Faro do Partido Social Democrata, que elogiou a sua conduta enquanto autarca e militar. A Câmara Municipal de Faro também colocou a sua bandeira em meia-haste.
Em Maio de 2015, foi um dos homenageados durante a comemoração dos quarenta anos da delegação de Faro do partido Social Democrata.
Durante a sua carreira militar, foi por várias vezes condecorado.